# Panurge, ami de Pantagruel
Panurge, ami de Pantagruel, d'abord présenté sous le titre Les drôlatiques, horrifiques et épouvantables aventures de Panurge, ami de Pentagruel, d'après Rabelais, est une pièce de théâtre de la femme de lettres canadienne Antonine Maillet. La pièce est produite en 1983 par le Théâtre du Rideau Vert de Montréal, en collaboration avec le Théâtre du Trident. La mise en scène est de Jean-Claude Marcus, les décors de Paul Bussières, les costumes de François Barbeau, les éclairages de Michel Beaulieu et la musique de Pierick Houdy. Le rôle de Panurge est joué par Jean Besré. La pièce est présentée du 17 mars au 23 avril 1983. Le texte est publié par Leméac la même année.
La pièce célèbre le cinq-centième anniversaire de naissance de François Rabelais. La pièce reprend principalement des extraits de l’œuvre de ce dernier, avec quelques ajouts et un épilogue d'Antonine Maillet.